# Eidmannella nasuta
Eidmannella nasuta là một loài nhện trong họ Nesticidae.
Loài này thuộc chi Eidmannella. Eidmannella nasuta được Willis J. Gertsch miêu tả năm 1984.